# شيرمان فرايدلاند
شيرمان فرايدلاند هو موزع كندي، ولد في 9 يوليو 1933.